# Noah Galvin
Noah Egidi Galvin (Katonah, 6 maggio 1994) è un attore e disc jockey statunitense.

## Biografia
È noto soprattutto per aver interpretato Kenny O'Neal nella sitcom statunitense The Real O'Neals. Ha debuttato a teatro a 12 anni e ha recitato in diversi musical, tra cui Les Misérables (2005), The Who's Tommy (2006), Ace (2007), The Burnt Part Boys (2010) e Bare (2011). Nel novembre 2017 debutta a Broadway, sostituendo Ben Platt nel ruolo del protagonista del musical Dear Evan Hansen. Nel 2019 torna a Broadway con il musical Waitress, mentre nel 2020 è il protagonista nel musical Joseph and the Amazing Technicolor Dreamcoat.

### Vita privata
Ha una sorella di nome Emma che è anch'essa un'attrice. Dichiaratamente gay, è sposato con Ben Platt dal 2024.

## Filmografia

### Attore

#### Cinema
- Promised Land, regia di Joe Turner Lin - cortometraggio (2013)
- Assassination Nation, regia di Sam Levinson (2018)
- La rivincita delle sfigate (Booksmart), regia di Olivia Wilde (2019)
- Denim, regia di Daryen Ru e Lucas McGowen - cortometraggio (2019)
- Theater Camp, regia di Nick Lieberman - cortometraggio (2020)
- Theater Camp, regia di Molly Gordon e Nick Lieberman (2023)

#### Televisione
- Futurestates – serie TV, 1 episodio (2013)
- The Weekend Detectives – serie TV, 1 episodio (2015)
- The Real O'Neals – serie TV, 29 episodi (2016-2017)
- Co-Ed – serie TV, 8 episodi (2018)
- Indoor Boys – serie TV, 1 episodio (2019)
- The Two Princes – serie podcast, 21 episodi (2019-2020)
- The Good Doctor – serie TV, 22 episodi (2020-2024)
- Lo straordinario mondo di Zoey (Zoey's Extraordinary Playlist) – serie TV, 1 episodio (2021)
- The Other Two – serie TV, 1 episodio (2021)

### Doppiatore
- Welcome to the Wayne – cortometraggio d'animazione (2014)
- The Owl House - Aspirante strega – serie TV, 1 episodio (2020)

### Sceneggiatore
- Theater Camp, regia di Nick Lieberman - cortometraggio (2020)

### Produttore
- Theater Camp, regia di Nick Lieberman - cortometraggio (2020)

## Riconoscimenti
- 2023 - Independent Spirit Awards[6]
  - Candidatura per la miglior sceneggiatura d'esordio per Theater Camp
  - Candidatura per la miglior interpretazione non protagonista per Theater Camp